# Votum (Liturgie)
Das Votum (lat., ‚Gelübde‘, ‚Wunsch‘, ‚Bitte‘, auch: ‚Meinung‘, ‚Gutachten‘, ‚Wahlstimme‘) ist ein Bestandteil der christlichen Liturgie.
Es bezeichnet ein kurzes in Wunschform gekleidetes Gebet bzw. eine Anwünschung göttlicher Gaben (Segenswunsch). Das in der Liturgie am häufigsten gebrauchte Votum ist das die Gottesdienste und Amtshandlungen regelmäßig einleitende „trinitarische Votum“: „Im Namen des Vaters und des Sohnes und des Heiligen Geistes“ (aus Mt 28,19 ). Wenn von „Votum“ im gottesdienstlichen Zusammenhang die Rede ist, ist in der Regel dieses eine Tauferinnerung darstellende trinitarische Votum gemeint.
Daneben gibt es weitere, meist „biblische Voten“:
- als – zuweilen dialogisches – Eröffnungsvotum Ps 124,8 LUT: „Unsere Hilfe steht im Namen des Herrn …“. Dieses wird auch „Adjutorium“ genannt,
- als Schlussvoten das sogenannte „votum Davidicum“: „Der Herr segne deinen Ausgang und Eingang“ (Ps 121,8 LUT), daneben sind auch Röm 15,13 EU, 1 Thess 5,23 LUT, 2 Thess 2,16–17 LUT, 1 Petr 5,10–11 LUT und Hebr 13,20–21 LUT verbreitet.

Das Evangelische Gottesdienstbuch unterscheidet das biblische, das trinitarische, das Segensvotum und „das votum postbaptismale (‚Votum nach der Taufe‘)“.
Ein Votum ist auch der die evangelische Predigt gewöhnlich abschließende Friedensgruß Phil 4,7 , ebenso der sie oft einleitende „apostolische Gruß“ 2 Kor 13,13  bzw. 1 Kor 1,3 . Sammlungen von Anfangs- und Schlussvoten finden sich in vielen Agenden.
Im Evangelischen Gottesdienstbuch gibt es neben dem „Votum zur Eröffnung“ zu Beginn des Gottesdienstes das „Biblische Votum“, das „ein frei gewähltes oder dem Charakter des Tages entsprechendes biblisches Votum (Wochenspruch)“ sein kann.
Auch die unter Handauflegung zugesprochenen Segenswünsche zu Konfirmation, Ordination und Amtseinführung werden als „Votum“ bezeichnet.